# Apollo 13 (film)
Apollo 13 este un film american istoric dramatic din 1995 regizat de Ron Howard. Rolurile principale au fost interpretate de actorii Tom Hanks, Kevin Bacon, Bill Paxton, Gary Sinise și Ed Harris.
Scenariul este realizat de William Broyles, Jr. și Al Reinert și prezintă evenimentele din jurul misiunii selenare anulate din 1970, Apollo 13, fiind o ecranizare a cărții Lost Moon: The Perilous Voyage of Apollo 13 scrisă de astronauții Jim Lovell și Jeffrey Kluger.

## Distribuție
| Actor            | Personaj       |                                    |
| ---------------- | -------------- | ---------------------------------- |
| Tom Hanks        | Jim Lovell     | comandant al misiunii Apollo 13    |
| Bill Paxton      | Fred Haise     |                                    |
| Kevin Bacon      | Jack Swigert   |                                    |
| Gary Sinise      | Ken Mattingly  |                                    |
| Ed Harris        | Gene Kranz     |                                    |
| Kathleen Quinlan | Marilyn Lovell |                                    |
| David Andrews    | Pete Conrad    | al treilea om care a pășit pe Lună |
| Xander Berkeley  | Henry Hurt     |                                    |